# Philip Pell
Philip Pell (* 7. Juli 1753 in Pelham, Provinz New York; † 1. Mai 1811 ebenda) war ein US-amerikanischer Politiker. Im Jahr 1789 war er Delegierter für New York im Kontinentalkongress.

## Werdegang
Philip Pell entstammte einer alteingesessenen Familie. Jahr 1770 absolvierte er das King’s College, die spätere Columbia University. Nach einem anschließenden Jurastudium und seiner Zulassung als Rechtsanwalt begann er in New York City und im Westchester County in diesem Beruf zu arbeiten. In den 1770er Jahren schloss er sich der Revolutionsbewegung an. Er diente während des Unabhängigkeitskrieges  in der Kontinentalarmee. Von 1781 und 1783 fungierte er dabei als oberster Militärrichter (Judge Advocate General). Zeitweise gehörte er zum Stab von General George Washington. Zwischen 1779 und 1781 sowie nochmals von 1784 bis 1786 saß er in der New York State Assembly. Von 1787 bis 1800 war er Leiter bzw. Bezirksrat (Surrogate) des Westchester County. 1789 vertrat er seinen Staat im Kontinentalkongress. Philip Pell starb am 1. Mai 1811 in seiner Heimatstadt Pelham.